# Національний парк Макалу Барун
Національний парк Макалу Барун — національний парк у Гімалаях Непалу, заснований у 1992 році як східне розширення Національного парку Сагарматха. Це єдина в світі охоронювана територія з висотою понад 8,000 м що охоплює тропічний ліс, а також засніжені вершини. Парк займає площу 1,500 км² в районах Солукхумбу та Санкхувасабха, та оточений буферною зоною на півдні та південному сході площею 830 км².
На території парку знаходяться гори Макалу (8,463 м), Чамаланг (7,319 м), Барунце (7,129 м) і Мера (6,654 м). Національний парк має спільний міжнародний кордон з Національним природним заповідником Комолангма Тибетського автономного району на півночі.

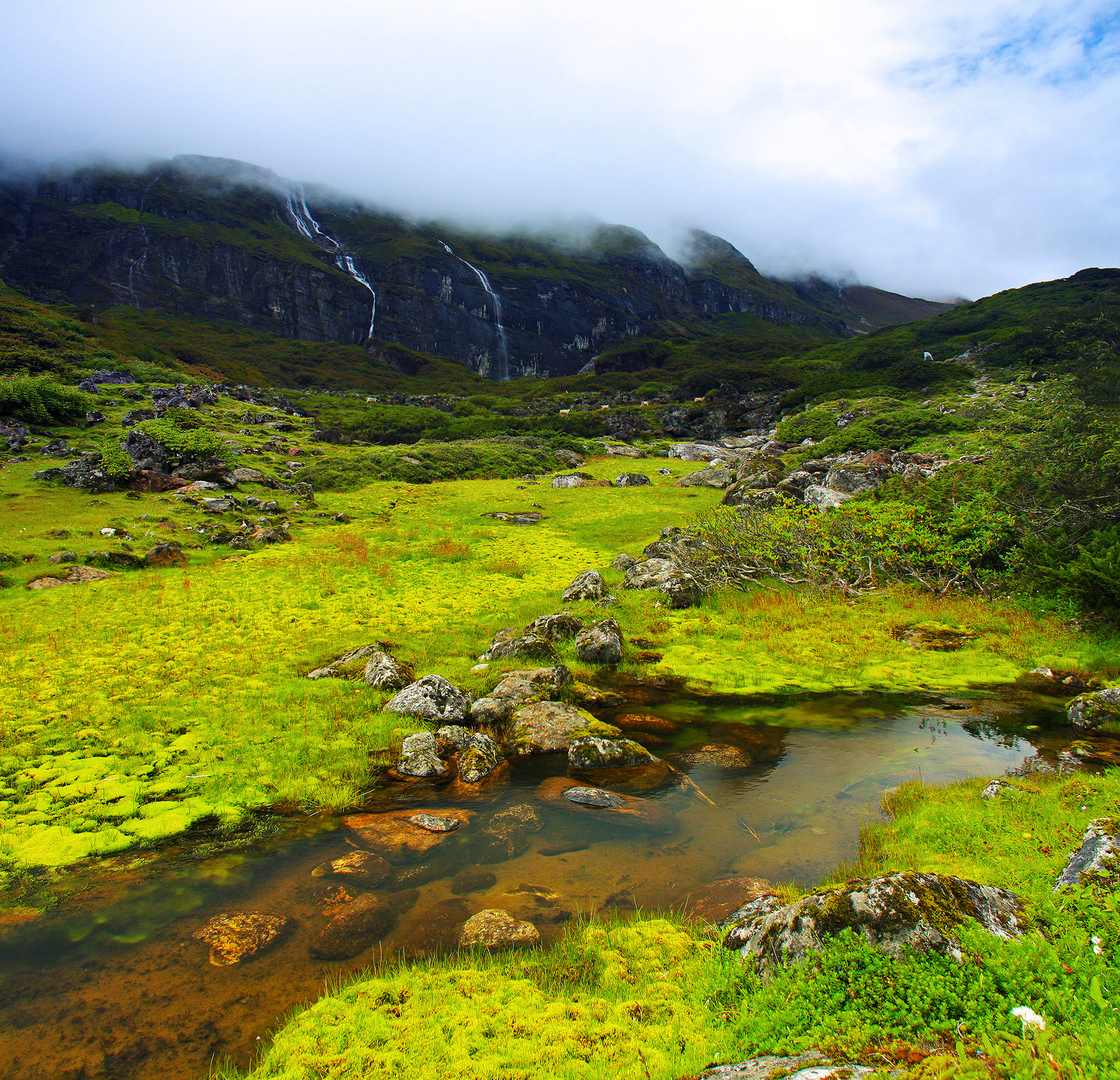
Барунська долина

## Клімат
Парк розташований у східній кліматичній зоні Гімалаїв, де мусони починаються в червні і слабшають у кінці вересня. У ці місяці випадає близько 70% річної кількості опадів (4,000 мм). Перші мусонні хмари досягають цього району в квітні. Температури сильно відрізняються через надзвичайну різницю висот на всій території. У нижніх висотах зима помірна, а в квітні та травні – жарко. Тропічний і субтропічний пояси безморозні, середня місячна температура вище 18 °C (64 °F).

## Рослинність

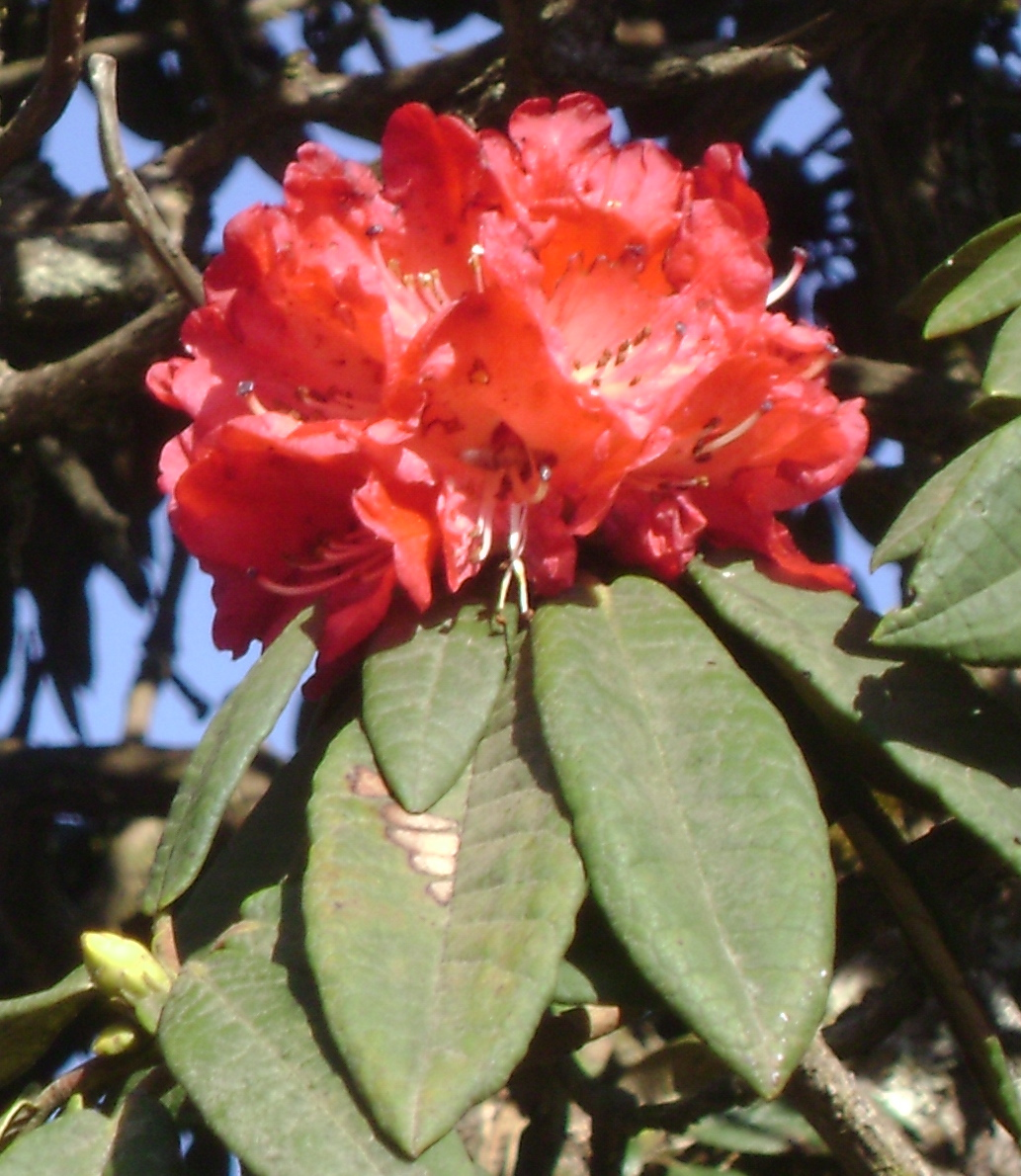
Рододендрон Арбореум – квіткова емблема Непалу

Національний парк Макалу Барун демонструє велике розмаїття типів лісів, характерних для Східних Гімалаїв, починаючи від майже тропічних мусонних лісів на висоті до 400 м до субальпійських на висоті до 4000 м.
Ліси охоплюють п'ять біокліматичних зон:
- Тропічний – нижче 1,000 м;
- Субтропічний – від 1,000 до 2,000 м;
- Помірний – від 2,000 до 3,000 м з переважно широколистяними вічнозеленими видами родин дубових і лаврових і широколистяними листяними деревами такими, як клен та магнолія;
- Субальпійський – від 3,000 до 4,000 м з домінуванням гімалайської берези та східногімалайської ялиці;
- Альпійський – на висоті понад 4000 м.

Ботаніки зафіксували 3128 видів квіткових рослин, у тому числі 25 із 30 непальських видів рододендронів, 48 первоцвітів, 47 орхідей, 19 бамбуків, 15 дубів та ін..

## Тваринний світ

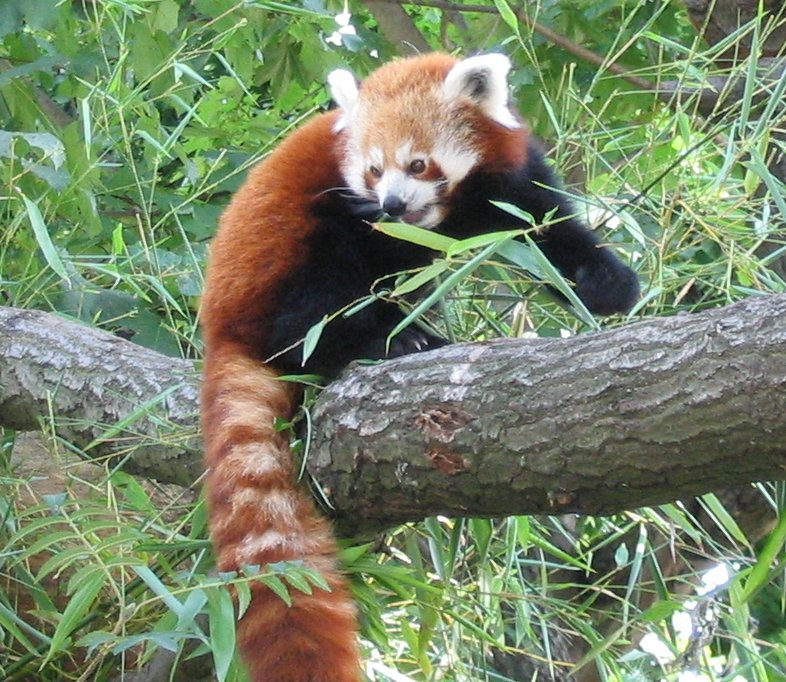
Червона панда

Заповідна територія є середовищем існування широкого розмаїття фауни. У парку налічується 315 видів метеликів, 43 види рептилій і 16 видів земноводних, 78 видів риб. Орнітологи зафіксували 440 видів птахів, від орлів до  нектарниць. До 16 рідкісних або охоронюваних видів птахів належать папуга Крамера, рибалочкак-геркулес, темно-блакитний рибалочка, блакитна пітта, лазурова мухоловка, золоточуба синиця, сріблястощока мезія.
88 видів ссавців включають снігового барса, індійського леопарда, димчатого леопарда, очеретяного кота, бенгальського кота, золотистого шакала, гімалайського вовка, руду лисицю, червону панду, чорного ведмедя, лангура Ханумана, ассамську макаку, гімалайського тара, гімалайського горала, мунтжака, кабаргу, гімалайського козорога, кабана, білку-летягу, видру, лінзанга плямистого, ласку та гімалайського бабака. У травні 2009 року зоологи отримали перше зображення азійської золотої кішки на висоті 2,517.